# Reconstruction Site
Reconstruction Site (Przebudowa) to trzeci pełnowymiarowy album grupy The Weakerthans.

## Lista utworów
1. "(Manifest)"  – 1:45
2. "The Reasons"  – 2:50
3. "Reconstruction Site"  – 2:45
4. "Psalm for the Elks Lodge Last Call"  – 2:45
5. "Plea from a Cat Named Virtute"
6. "Our Retired Explorer (Dines with Michel Foucault in Paris, 1961)"  – 2:23
7. "Time's Arrow"  – 2:53
8. "(Hospital Vespers)"  – 1:41
9. "Uncorrected Proofs"  – 2:42
10. "A New Name for Everything"  – 4:04
11. "One Great City!"  – 2:55
12. "Benediction"  – 3:28
13. "The Prescience of Dawn"  – 4:37
14. "(Past-Due)"  – 2:10